# Coavionnage
Le coavionnage ou co-avionnage est l'utilisation conjointe et organisée d'un avion léger, par un pilote non professionnel et un ou plusieurs tiers passagers, dans le but d’effectuer un trajet commun.
Il procure des avantages individuels (partager les dépenses de carburant et de maintenance, agrémenter les voyages, développer le lien social) et collectifs (augmenter le taux de remplissage des véhicules).

## Principe
À la différence du taxi où le passager choisit la destination, en coavionnage, c'est le pilote qui est à l'initiative du vol et propose des places disponibles. Les voyageurs doivent donc trouver un vol qui correspond à leur besoin ou envie.

## Aspects légaux

### Dans l'Union Européenne
Au sein de l'Union européenne, le coavionnage est autorisé par dérogation. En effet l'article 6 § 4bis a) du Règlement (UE) n° 965/2012 du 5 octobre 2012 autorise l'exploitation "d'aéronefs à motorisation non complexe" sous la forme de « vols à frais partagés effectués par des particuliers, à condition que le coût direct soit réparti entre tous les occupants de l’appareil, y compris le pilote, et que le nombre de personnes supportant le coût direct ne dépasse pas six »,.

#### En France
En France, le coavionnage est légal en vertu de l’arrêté du 31 juillet 1981 relatif aux brevets, licences et qualifications des navigants non professionnels de l'aéronautique civile (personnel de conduite des aéronefs dispose en son article 4.2.2 a) qu’« un pilote privé peut partager les dépenses de fonctionnement d'un vol avec ses passagers »,. Le droit européen a été appliqué en droit français par l'arrêté du 9 février 2015.
En janvier 2016, la Direction générale de l'Aviation civile annonce que « les organisateurs d’une activité de coavionnage devront se doter d’un certificat de transport aérien (CTA) et d’une licence d’exploitation ».
Le 23 août 2016, la DGAC publie la nouvelle réglementation, destinée à encadrer et sécuriser les activités de coavionnage.
Elle distingue deux types de vols :
- "Les vols circulaires de moins de 30 minutes entre le décollage et l’atterrissage durant lesquels l’aéronef ne s’éloigne pas à plus de 40 kilomètres de son point de départ, réalisés par un pilote privé" breveté et ayant "une expérience d’au moins 200 heures de vol après l’obtention de la licence de pilote ainsi qu’une expérience récente de 25 heures de vol dans les 12 derniers mois seront exigées". Ce type de vol bénéficie donc de la même réglementation que celle imposée aux vols de baptême de l’air dispensés par certains aéroclubs.
- Les vols de navigation, menant l'avion et ses occupants d'un point A à un point B, dont la réglementation est plus stricte : "il sera (...) exigé, si le pilote ne dispose pas d’une licence de pilote professionnel, la détention d’une qualification de vol aux instruments ou d’une qualification d’instructeur."

Par un arrêt du 22 juin 2017, le Conseil d'Etat, saisi en recours pour excès de pouvoir par un pilote privé, a annulé l'instruction du 23 août 2016 émise par la DGAC. La pratique du coavionnage est donc légale en France à partir de cette date, sans autre restriction que celles prévues par la règlementation européenne.

### Aux États-Unis
Aux États-Unis, le vol à frais partagés est autorisé. En revanche, il est illégal s'il est organisé par des sites internet. En 2014, la Federal Aviation Administration (FAA) a déclaré illégale l’activité de deux plateformes en ligne de coavionnage. D'après la FAA, un site internet commercial comme mode de mise en contact requalifie le coavionnage en vol commercial. Ainsi la FAA exige que les pilotes qui détiennent une licence privée aient une autorisation spéciale pour effectuer ce type de vol. La décision de la FAA est actuellement déférée aux tribunaux.

## Histoire
Le coavionnage est né après le succès du covoiturage et de l'économie collaborative. 
Aux États-Unis, en 2013, une première entreprise de coavionnage est lancée. 
Le concept se développe au même moment en Europe, notamment depuis la France avec plusieurs startups dont le leader Wingly est soutenu financièrement par le fonds Innovacom. Au début de la crise sanitaire liée à la covid-19, Wingly a aidé à transporter des soignants et du matériel médical en France. 